# 결정 성장
결정은 구성 원자, 분자 또는 이온이 세 가지 공간 차원 모두에서 규칙적으로 반복되는 패턴으로 배열되어 있는 고체 물질이다. 결정 성장(Crystal growth)은 결정화 과정의 주요 단계이며 결정 격자의 특징적인 배열에 새로운 원자, 이온 또는 중합체 끈을 추가하는 것으로 구성된다. 성장을 시작하기 위해 의도적으로 추가된 "종자" 결정이 이미 존재하지 않는 한 성장은 일반적으로 균질 또는 이종(표면 촉매) 핵형성의 초기 단계를 따른다.
결정 성장의 작용으로 인해 원자 또는 분자가 서로에 대해 공간 내 고정된 위치로 밀집되어 있는 결정질 고체가 생성된다. 물질의 결정질 상태는 뚜렷한 구조적 강성과 변형(즉, 모양 및 부피의 변화)에 대한 매우 높은 저항성을 특징으로 한다. 대부분의 결정성 고체는 영률과 전단탄성률 모두 높은 값을 갖는다. 이는 전단 계수가 낮고 일반적으로 거시적 점성 흐름에 대한 용량을 나타내는 대부분의 액체 또는 유체와 대조된다.

## 같이 보기
- 구름 응집핵
- 결정 구조
- 빙핵
- 망가니즈 단괴
- 재결정
- 단결정